# 达卷蛾属
达卷蛾属（学名：Daemilus）是卷蛾科下的一个属。

## 下属物种
本属包括以下物种：
- 马醉木卷蛾 Daemilus fulva (Filipjev, 1962)
- Daemilus mutuurai Yasuda, 1975